# Salvador Maciá
Salvador Alfredo Maciá Carbó (Paraná, Entre Ríos, Argentina, 17 de mayo de 1854 - Buenos Aires, Argentina, 6 de enero de 1929) fue un médico y político que desempeñó el cargo de gobernador de la Provincia de Entre Ríos entre 1895 y 1899. También ocupó los cargos de diputado provincial y nacional, y de senador nacional, además de Ministro de Gobierno durante el gobierno de Sabá Hernández, su predecesor.
Su gobierno se caracterizó por el nepotismo, en el cual tuvieron una destacada participación Leonidas Echagüe y Enrique Carbó, ambos emparentados con el gobernador, quienes posteriormente serían gobernadores de la provincia. Su gobierno destacó elementos positivos, como el fomento del comercio, la agricultura y la ganadería, pero también negativos, como el ya mencionado nepotismo y las extralimitaciones políticas para mantenerse en el poder.

## Infancia y juventud
Nació en Paraná, y fue allí donde pasó toda tu infancia. Era hijo del matrimonio entre un padre español y una madre argentina: José Maciá y Teresa Carbó; realizó sus estudios secundarios en el Colegio de la Inmaculada de Santa Fe. Viajó a Buenos Aires e ingresó en la Facultad de Medicina de la Universidad de Buenos Aires, graduándose con su tesis acerca de la Cirugía Conservadora en 1877. Regresó a su ciudad natal para ejercer su profesión, donde también dictó, por un corto tiempo, la cátedra de filosofía de la Escuela Normal.

## Inicios en la política

### Convención Constituyente de 1883
El 1 de mayo de 1883, el general Eduardo Racedo asumió la gobernación en la ciudad de Concepción del Uruguay, capital de la provincia. Pocos días después de su asunción, el gobernador envió a la Cámara Legislativa un proyecto de ley con el objetivo de convocar una Convención Constituyente, a fin de reformar la Constitución de 1860, ordenando que se cumplimente el mandato de la Convención reunida en 4 de agosto de 1864; el intento de reunir la Convención buscaba reformar la constitución para que esta se adecuase a los intereses y necesidades de la época y, principalmente, para lograr el traslado de la capital provincial a la ciudad de Paraná. A pesar del rechazo y la oposición que suscitó en algunos sectores, que la consideraban inconstitucional ya que surguía de la Convención de 1864, también considerada inconstitucional, la ley de convocatoria fue sancionada el 11 de mayo de 1883.
Según el artículo 2 de dicha ley, cada uno de los doce departamentos provinciales debía elegir a dos convencionales; por esta razón, Maciá representó al departamento de Nogoyá, junto a José María Crespo. Anteriormente había sido nombrado miembro honorario de la Sociedad Médica de Buenos Aires.

### Diputado y senador nacional y ministro provincial
Maciá fue elegido diputado de la Legislatura entrerriana en 1884, renovando su cargo dos años después. Participó en el Congreso Médico Argentino realizado en la ciudad de Buenos Aires en 1887, destacándose entre los participantes. Fue Diputado Nacional en 1888, pero renunció en 1891 para asumir el cargo de Ministro de Gobierno del Gobernador Sabá Hernández. Posteriormente fue Senador Nacional en 1893, pero tuvo que renunciar nuevamente en 1895, ya que había resultado elegido gobernador de la Provincia de Entre Ríos.
En 1894, el gobernador Hernández le ordenó la creación de un reglamento policial, el cual fue concluido durante su gestión como gobernador (1895 - 1899), cuando promulgó un Decreto sobre Reglamentación Provincial, esperando la decisión de la Legislatura. Este decreto fue aprobado como ley por la Legislatura el 30 de diciembre de 1903, durante el gobierno de Enrique Carbó, quien tenía a Alberto Méndez Casariego como Ministro de Gobierno. Este Reglamento General de Policía reemplazó al vigente, que había sido elaborado por el general Pascual Echagüe en 1835.

## Etapa como gobernador provincial (1895 - 1899)
Salvador Maciá llegó al gobierno mediante un movimiento de las dos facciones entrerrianas del Partido Autonomista Nacional: la hernandista y la racedista, en la que ambas se unieron y presentaron la fórmula Maciá-Gigena. Tras triunfar en los comicios, la alianza logró la adhesión de los independientes mediante un discurso pronunciado por Maciá en la asamblea de dirigentes, en el que reflejó su pensamiento político, opuesto al radicalismo, y admitió su nepotismo, el cual generó revoluciones posteriores:

Ya ustedes lo saben, soy nepote por tradición y por sangre, pero empeño ante ustedes mi palabra de que una vez en el gobierno, no acepto ni reconozco banderías ni círculos, ni reconoceré otro enemigo que el radicalismo, al que le declaro desde ya guerra a muerte y sin cuartel.

Asumió el cargo de gobernador en enero de 1895, reemplazando al Dr. Sabá Zacarías Hernández; entre sus ministros eligió a Torcuato Gilbert, Ramón Parera y Fortunato Calderón. Su gobierno se caracterizó por la tranquilidad interior y por la inmigración, lo cual le permitió fomentar el comercio, la ganadería y la agricultura. Para esto, se impulsó la colonización oficial y la construcción de caminos, escuelas y edificios públicos. Sin embargo, el progreso alcanzado por Maciá se vio opacado por el nepotismo con el que gobernó la provincia y las extralimitaciones políticas para mantenerse en el poder, que derivaron en revueltas lideradas por quienes eran sus aliados.
Con el discurso inicial de Maciá, los sectores que lo apoyaron veían garantizada su participación en el gobierno. Sin embargo, el nepotismo del gobernador se hizo presente y en este participaron Leonidas Echagüe y Enrique Carbó (los hermanos Enrique y Alejandro Carbó eran primos de Salvador Maciá), quienes eran sus parientes. Entre los tres, junto con amigos y familiares, manejaron los tres poderes (Ejecutivo, Legislativo y Judicial) en la provincia, como así también la representación en el Congreso Nacional. La primera insurrección provino del propio oficialismo, en un movimiento liderado por el vicegobernador Francisco S. Gigena, quien posteriormente fue destituido mediante un juicio político.
El político Benito E. Pérez, quien posteriormente sería diputado nacional, describió muy críticamente al presidente Julio Argentino Roca algunos aspectos del gobierno de Maciá:

[El pueblo] vé a su administración de justicia sirviendo los intereses de una familia, los puestos públicos ocupados por miembros de ella, sus rentas invertidas en paseos y giras políticas, y que no se hace el servicio de su deuda externa.

[El gobierno se halla] en manos de un tío y tres primos del Gobernador, y del Dr. [Leónidas] Echagüe y sus cuatro sobrinos, que han hecho de él su patrimonio exclusivo.

[La prensa no exagera] cuando dice que aquí gobierna una familia, es decir, no hay aquí gobierno propiamente dicho, el Registro gubernativo no contiene en los dos años de gobierno de Maciá, un decreto, ni una ley que signifique gobernar, aquí lo que se hace, es cobrar sueldos por los miembros de la familia que manda.
B. E. Pérez a J. A. Roca. Paraná. 3 de junio de 1896.

Por su parte, los funcionarios Leonidas Echagüe y Carlos M. Zavalla desmentían su parentesco. El primero negaba las relaciones entre muchas de las familias del gobierno, aunque admitía que se habían contraído algunas afinidades debido a los matrimonios. El segundo aseveraba que en las cámaras provinciales no había ningún parentesco con el gobernador o sus ministros, sosteniendo que para que eso se lograra tendría que ser esta [familia] extremadamente larga. Sin embargo, en la Cámara de Senadores provincial ejercía un hermano de Maciá, pero que había sido elegido durante el gobierno de Clemente Basavilbaso y renovado en 1897.
Los miembros del PAN y del Partido Independiente que habían ayudado a Maciá a llegar al poder no estaban de acuerdo con su forma de gobierno (principalmente con el nepotismo, que no les permitía acceder al poder), por lo que decidieron romper relaciones. Esto derivó en la creación de la Unión Provincial de Entre Ríos, fundada el 12 de agosto de 1895 por Ramón Febre, exgobernador de la provincia y líder del Partido Independiente, y por otros políticos. Durante la segunda noche después de la fundación, las aldabas de los zaguanes y las plaquetas de los estudios y consultorios de los integrantes de la Unión Provincial fueron robadas.

### Obras de gobierno
Maciá llegó al gobierno en una situación crítica. La provincia tenía una falta de crédito debido a irregularidades en los pagos, los acreedores estaban liquidándola y sufría una epidemia de cólera, que causó muertes y un estancamiento del comercio, agravado por la necesidad de asistir a los menos pudientes. Cuando llegó al gobierno, la provincia tenía 292.019 habitantes, cantidad que se elevó a 316.541 al año siguiente.
En 1897 se produjo una nueva crisis, en la que se perdieron gran parte de las cosechas y el ganado enflaqueció, lo que derivó en la toma de decisiones necesarias para sobrellevarla, como el reparto gratuito de semillas, la extensión de los créditos y la disminución de las patentes en algunas maquinarias rurales, como las trilladoras. Durante su gobierno se sancionó una ley que declaraba la imposibilidad de embargar las semillas. Esto tuvo consecuencias positivas, como la creación de campos de ensayo y el fomento de la colonización y la inmigración, la cual se realizó en terrenos que eran propiedad del Banco de Entre Ríos. Esto, junto con otras medidas, estimuló la colonización oficial, y derivó en la creación de colonias como Algarrobito y La Llave. Esta última fue fundada el 6 de junio de 1898 como una colonia agrícola modelo, autorizada por el gobernador Maciá y por los ministros R. A. Parera y T. Gilbert; este tipo de establecimientos cumplían con el propósito del gobierno: fomentar la inmigración y la mejora de los productos y las instalaciones industriales.
Debido a la importancia que estaba logrando la ciudad de Paraná y a la necesidad de exportar productos de la provincia, se requirió la instalación de un puerto, obra que se realizó en la zona de Bajada Grande. La obra fue realizada por la empresa Ferrocarril Central de Entre Ríos, que unió la estación ferroviaria de la ciudad con el puerto, garantizándose así beneficios por el transporte de pasajeros y de cargas. El muelle del puerto fue inaugurado el 16 de octubre de 1896, en presencia del gobernador Maciá, de Emilio Civit, Ministro de Obras Públicas del presidente Julio A. Roca, y de funcionarios de la empresa ferroviaria. El muelle construido tenía ciento noventa metros de largo y ocho de ancho, y permitía una futura ampliación de hasta quinientos metros, que lo convertirían en puerto de ultramar.
La ciudad de Concordia requería la construcción de una penitenciaría, por lo que el Concejo Deliberante de esa ciudad aceptó la donación de un terreno en agosto de 1895. Mediante una carta enviada en noviembre de 1896, Salvador Maciá le comunicó al teniente coronel José Bóglich, jefe político de la ciudad entre 1887 y 1906 y combatiente en la Campaña al Desierto de Roca, que le había encomendado los estudios para la construcción de la cárcel al ingeniero Alberto Méndez Casariego.

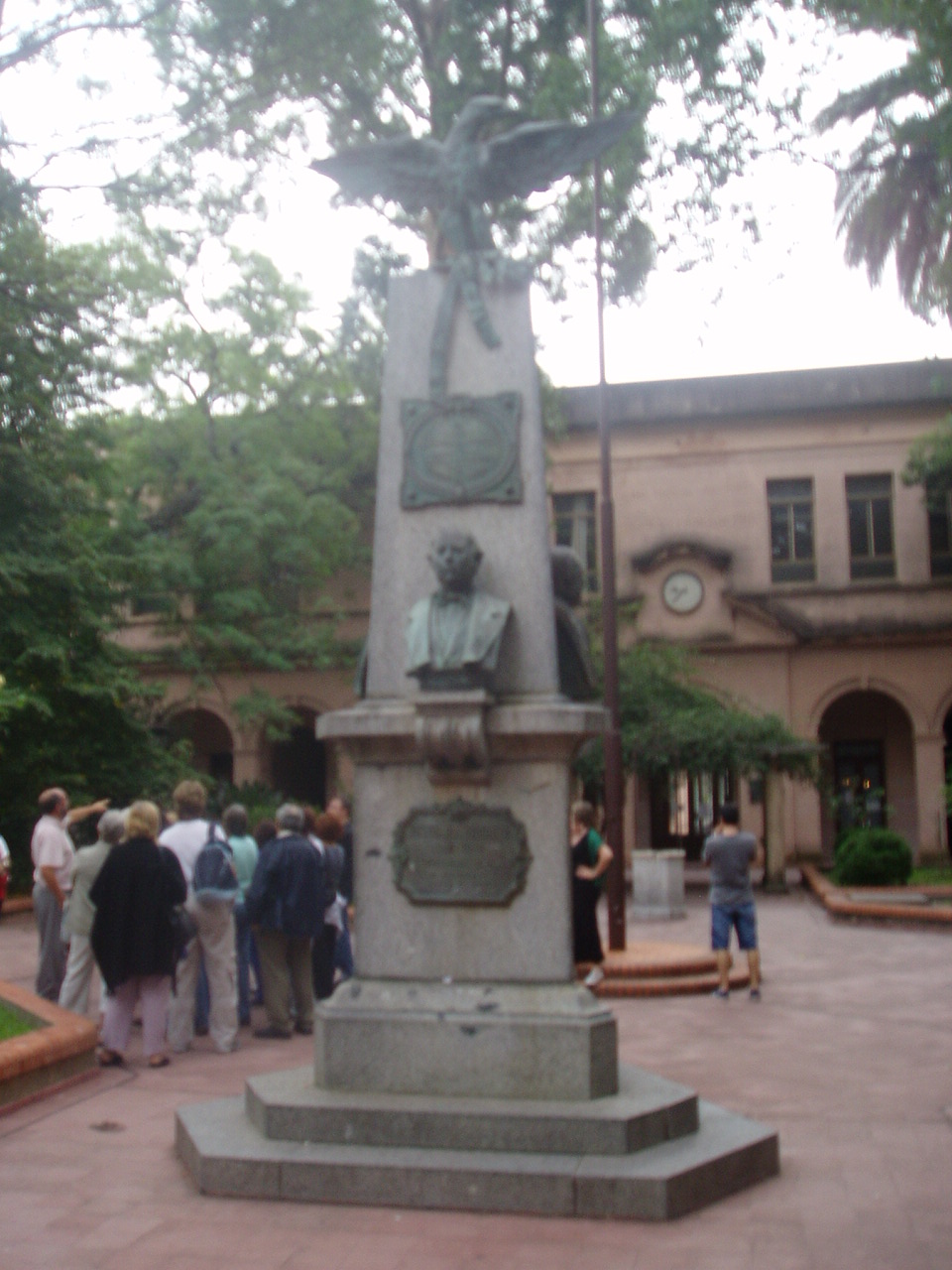
El Tríptico, obra de Lucio Correa Morales, fue inaugurado el 6 de marzo de 1898.

Durante el gobierno de Maciá se inauguró el llamado Tríptico del Colegio del Uruguay, ubicado en Concepción del Uruguay, que tiene los bustos de Justo José de Urquiza, fundador del Colegio, y de dos directivos: Alberto Larroque y Jorge Clark. El rector Zubiar contrató a Lucio Correa Morales para la realización de un monumento de forma triangular, menos la base cuadrada. La obra fue inaugurada el 6 de marzo de 1898, ante la presencia del general Julio A. Roca, del Ministro de Justicia, Culto e Instrucción Pública de la Nación Luis Beláustegui y del gobernador Maciá.
Salvador Maciá, muy relacionado con el campo, manifestó su apoyo a los ganaderos concordienses, quienes luchaban por la creación de la Sociedad Rural de Concordia. La fundación se llevó a cabo en el salón municipal de la ciudad el 25 de octubre de 1898; Maciá acudió al acto en el papel de ganadero y, cuando se le invitó a hablar, declaró que secundaría los propósitos de los productores de la ciudad. Durante su gestión, insistió en que los ganaderos debían unir sus esfuerzos con el fin de progresar, defender sus ideales y mejorar la calidad de vida de los habitantes de la provincia.

### Revuelta de Hernández
El exgobernador Hernández tampoco estaba de acuerdo con la política de Maciá, pero mantuvo sus discrepancias ocultas hasta las elecciones nacionales de abril de 1898. Fue elegido como diputado nacional, mientras el gobierno provincial preparaba la maniobra política en vistas de los comicios gubernativos. Se postulaba como candidato a Leonidas Echagüe, quien hasta ese momento se desempeñaba como senador nacional, cargo que ocuparía Maciá, y a Samuel Parera Denis como vicegobernador. Respecto a esto, el periódico El Diario publicó un artículo titulado "La senaturía de Maciá", en el que decía:

En este cambalacheo característico en el PAN y de posición de exclusivo provecho personal, el gobernador Maciá no ha hecho sino repetir la operación de todos los gobernadores pasando del caño al coro y de la mula al macho.
El Diario, 4 de enero de 1899.

Hernández, disconforme ante esta decisión, decidió formar la Coalición Popular junto a políticos radicales, a quienes Maciá les había declarado la guerra a muerte y sin cuartel. Se convirtió en el jefe de la revuelta, cuyo objetivo principal era evitar que los comicios del 15 de julio se realizaran, logrando así la intervención nacional. Dos días antes de las elecciones, los llamados coalicionistas tomaron la ciudad de Victoria y otros pueblos del interior de la provincia; sin embargo, la revolución fue resistida en muchos departamentos, a pesar del prestigio del exgobernador.
Maciá envió tropas para recuperar la ciudad, pero cuando llegaron a ella la mayoría de los revolucionarios se habían escapado a bordo del vapor Posadas hacia Buenos Aires. Tras dominar la insurrección, el gobernador dictó un decreto el 16 de julio. En él se indultaba a los implicados en la revolución, entre los que se encontraban Sabá Hernández y Miguel Laurencena, quienes habían sido detenidos en distintas zonas de la provincia. La elección se concretó tras la revuelta, con el triunfo de la fórmula oficialista. Por su parte, Maciá trató de justificar la revuelta, exonerando de toda culpa a los responsables:

El año 1898, era un año de reacción y labor, pero no faltaron para perturbarlo acontecimientos políticos que no debo calificar porque juzgados, después del tiempo transcurrido, dentro y fuera de la Provincia, hay ya la completa conciencia de que sin importancia y sin razón de ser, sólo han pesado esos desórdenes por los perjuicios positivos que han producido al crédito de la Provincia y a su progreso natural.

## Últimos años y fallecimiento
Maciá fue elegido nuevamente como senador nacional al finalizar su mandato provincial en 1899, acompañando al presidente Roca en su viaje a Brasil. Fue reelegido en 1907, y mantuvo el cargo hasta 1916. Una de sus obras principales como senador fue la ampliación de las cloacas de su ciudad natal, Paraná. El 22 de enero de 1904 se sancionó la Ley N.º 1903, aprobando el acuerdo entre el ministro Civit y Maciá, que comprometía al gobierno nacional a construir las cloacas y el sistema de drenajes de la ciudad, según lo establecido en un decreto de diciembre del año anterior, como así también a la mejora y ampliación de las obras existentes, destinada a la provisión de agua potable.
Durante su gestión como senador, Maciá consiguió un subsidio para la construcción del edificio de la Biblioteca Popular General Urquiza, en vistas del 50.º aniversario de la Colonia San José, fundada por el general Justo José de Urquiza. Para esto, debió presentar un proyecto, cuyo primer artículo decía: Acuérdese con la Comisión Directiva de festejos de la conmemoración de 50 Aniversario de la colonia San José, la suma de $20.000, para la creación de una biblioteca, y la erección de un monumento a su fundador, General Urquiza.
Tras la supresión de la Facultad de Ciencias Comerciales, que tuvo lugar en diciembre de 1910, se generó un gran revuelo en las Cámaras. Las voces de los Senadores Maciá y González y del Diputado Montes de Oca se alzaron en contra de la supresión. En la sesión del 22 de diciembre de ese año, Maciá solicitó que la Comisión de Presupuesto le diera las razones por las cuales se había suprimido la Facultad; el diputado Carreño respondió a esto diciendo que no se justificaba la existencia de la institución, ya que en el país ya existían tres escuelas superiores de comercio (dos en la ciudad de Buenos Aires y una en Rosario) que daban las mismas materias, excepto una que se les había agregado. Maciá, disconforme ante esta respuesta, mantuvo su postura sosteniendo que la Facultad había tenido que crear un curso preparatorio para los contadores recibidos en la Escuela Superior de Comercio de la Capital, afirmando que no eran lo mismo, y que había materias que no se desarrollaban con amplitud, como la matemática financiera y el estudio de derecho constitucional y administrativo comparados.
Maciá admitía que si en ese año se hubiera propuesto la fundación, él la hubiera rechazado debido a la época de fragilidad económica que se atravesaba. Sin embargo, sostenía que ya estaba funcionando con doscientos alumnos y que por lo tanto no debía cerrarse. Carreño se oponía firmemente, sosteniendo que había sido creada por un decreto y que el presupuesto no la autorizaba, a lo que Maciá respondió diciendo que este disponía de trescientos mil pesos para la creación de instituciones educativas; esto generó la intervención del Diputado Mendoza, que planteó que ese presupuesto no era para facultades. Maciá terminó su discurso con una frase que defendía su opinión y que, a su vez, manifestaba su disconformidad:

Es el inconveniente de estas autorizaciones en blanco, que dan lugar después á dudas de si está ó no autorizada la creación; pero el hecho es que esta escuela se ha creado con fondos ordinarios del Presupuesto de 1910: ese es el hecho.
Senador Salvador Maciá

A partir de 1920 pasó a formar parte del Directorio del Ferrocarril Gran Oeste Argentino, cargo que desempeñó hasta su muerte, que tuvo lugar el 6 de enero de 1929 en la ciudad de Buenos Aires.

## Homenajes

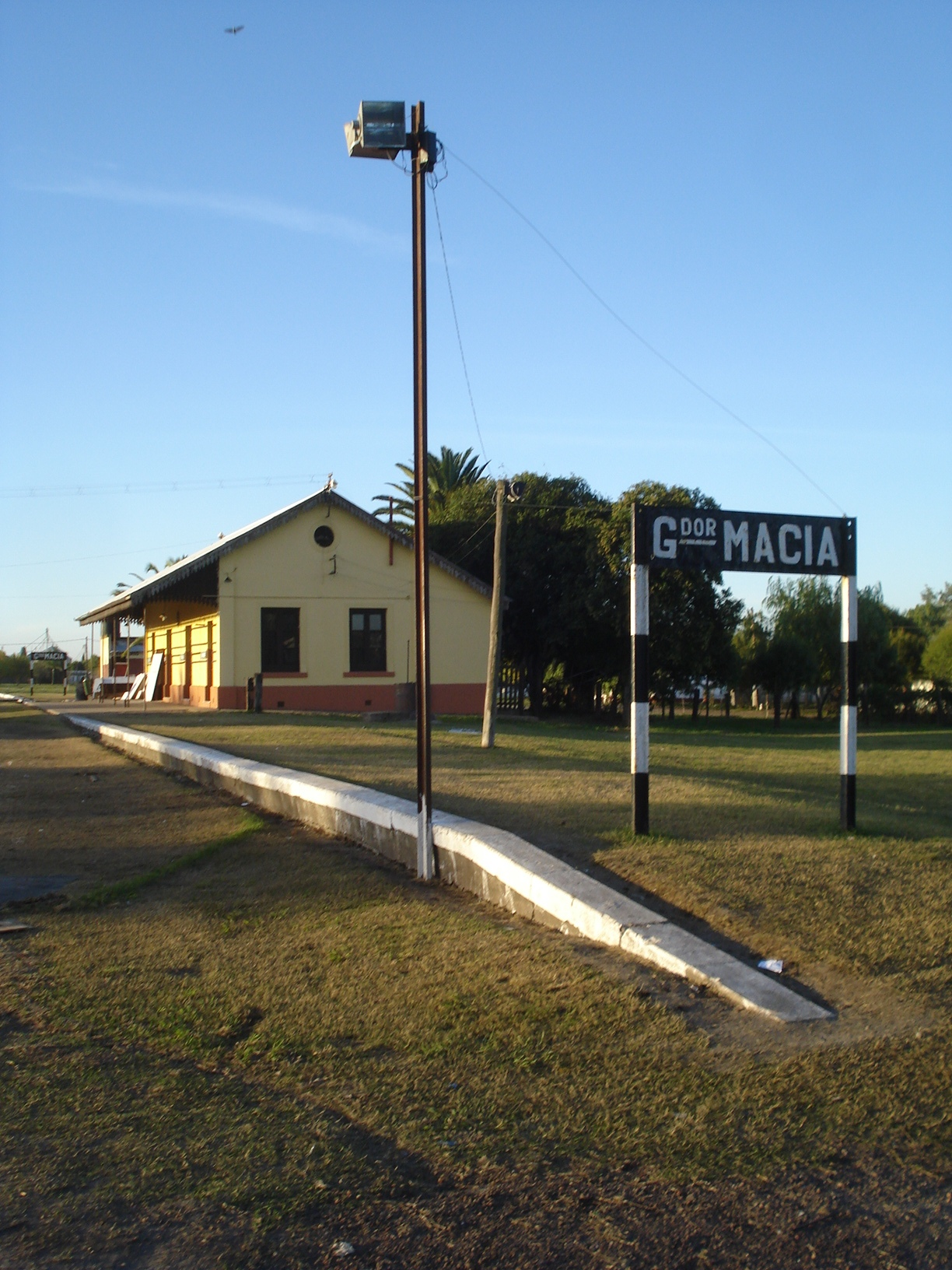
Estación Gdor. Maciá, en la localidad de Maciá.

La localidad de Maciá, ubicada en el Departamento Tala, se llama así en su honor, debido a las gestiones realizadas por el gobernador para la llegada del ferrocarril. Durante su gobierno, Salvador Maciá acordó la creación del ramal Gobernador Sola - San José de Feliciano con The Entre Ríos Railways Company Limited, en noviembre de 1898. El 11 de octubre de 1899, el gobernador Echagüe y Maciá inauguraron oficialmente el ramal, nombrándose a esta estación con el nombre de Gobernador Maciá y al pueblo simplemente como Maciá.
En la ciudad de Paraná se encuentra la Escuela Superior de Oficiales "Dr. Salvador Maciá", cuna de los policías entrerrianos. La escuela tiene este nombre desde 1957 cuando el Decreto N.º 6446 promulgado por la Legislatura nombró al instituto con este nombre, como póstumo reconocimiento a su labor en pro de la seguridad de los entrerrianos y el engrandecimiento de la Institución. En esta ciudad también existe una calle que lleva su nombre, sobre la cual se emplaza el Hipódromo.